# Kuncewicze
Kuncewicze (biał. Кунцавічы, ros. Кунцевичи) – wieś na Białorusi, w obwodzie brzeskim, w rejonie baranowickim, w sielsowiecie Małachowce.

## Geografia
Położona jest nad Myszanką (prawy dopływ Szczary), 4,5 km od centrum administracyjnego sielsowietu Małachowce (Mirny), 8 km od najbliższego miasta (Baranowicze), 189 km od centrum administracyjnego obwodu (Brześć), 142 km od Mińska.
W roku 2019 w miejscowości znajdowało się 32 gospodarstwa.

## Demografia
W roku 2019 miejscowość liczyła sobie 56 mieszkańców, w tym 30 w wieku produkcyjnym.